# 852 Владілена
852 Владілена (852 Wladilena) — астероїд головного поясу, відкритий 2 квітня 1916 року.
Тіссеранів параметр щодо Юпітера — 3,394.
Названо на честь Леніна Володимира Ілліча (справжнє прізвище: Улья́нов; рос. Владимир Ильич Ленин (Ульянов), 1870 — 1924) — російськомовного публіциста, політичного діяча, революціонера, лідера російських більшовиків, філософа Російської імперії і Радянського Союзу — матеріаліста; одного з організаторів збройного Жовтневого перевороту восени 1917 р.